# Rocchetta Palafea
Rocchetta Palafea (piemontiul: Rochëtta Palafèja) település Olaszországban, Piemont régióban, Asti megyében. Lakosainak száma 338 fő (2023. január 1.). Rocchetta Palafea Calamandrana, Cassinasco, Castel Boglione, Montabone, Bistagno és Sessame községekkel határos.

## Népesség
A település lakossága az elmúlt években az alábbi módon változott:
| Lakosok száma | 346  | 346  | 338  |
|               | 2017 | 2018 | 2023 |